# ArgoMoon
ArgoMoonはNASAのスペース・ローンチ・システム (SLS) の最初の打ち上げであるアルテミス1号に相乗りし、太陽周回軌道に投入されるイタリアの超小型衛星。機体は6Uのキューブサット規格となっている。ロケットの2段目はArgoMoonなどのキューブサットを放出する時点では地上とは通信ができなくなっている。そこでArgoMoonは外部からロケット上段を撮影することにより、NASAに適切なロケットの運用に関する情報を提供することを目的としている。ArgoMoonは自動航法のための専用のソフトウェアを使い運用される。

## 目的
NASAがピギーバック衛星の公募に添付したSLSロケットに関する文書を見たイタリアのArgotec社のエンジニアたちは、ロケット2段目がキューブサットの放出を行う段階ではテレメトリをもう送れないという点に気がついた。キューブサットの放出はロケットが主要ペイロードであるオリオン宇宙船を分離した数時間後に行われる。この課題が、放出したロケットの写真を撮るために近接飛行し、運用が成功したか確認の検査を行うことができる衛星が提案されるきっかけとなった。
ミッションの後半では衛星は搭載された技術の深宇宙での試験を行う。